# Kulturnatten

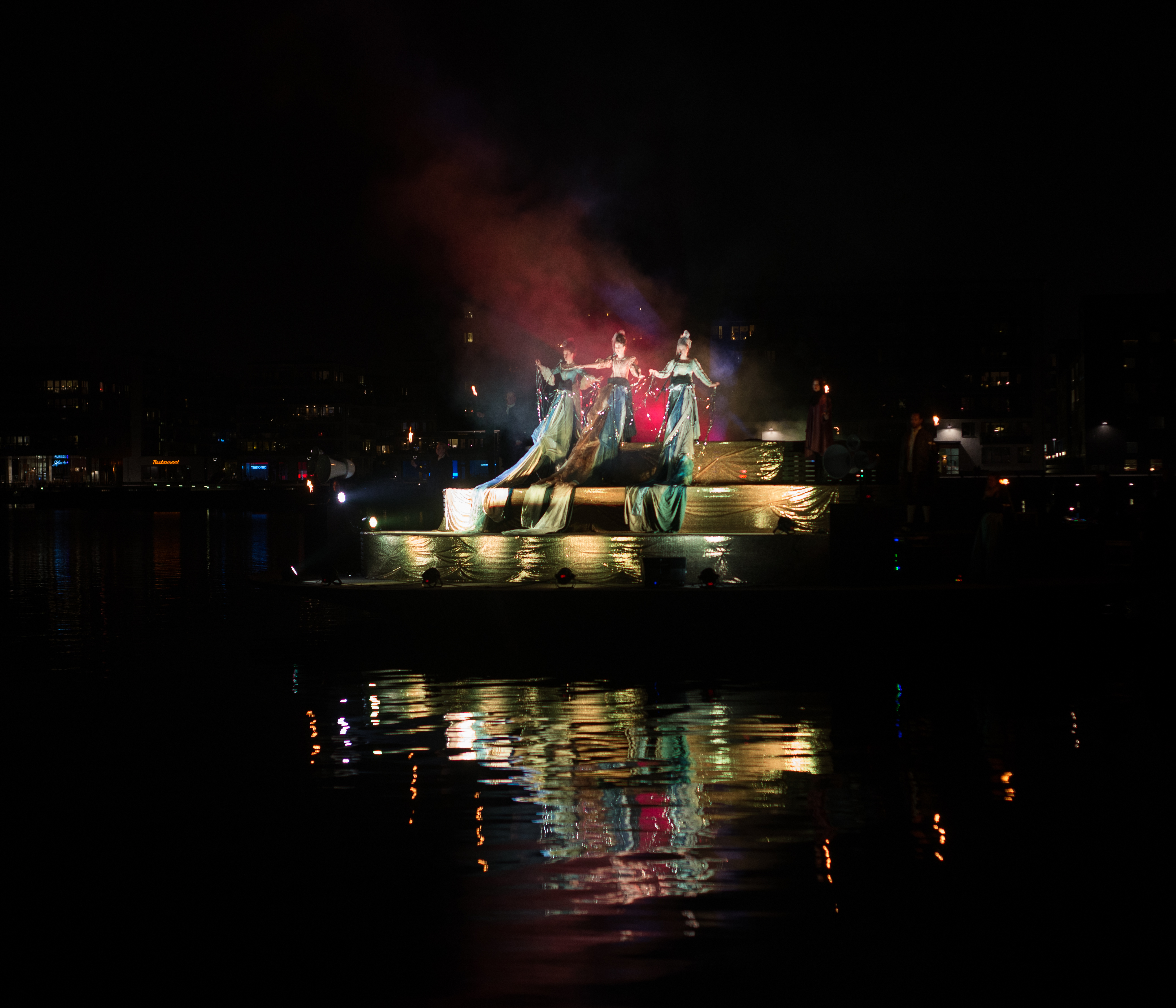
Operastudenter från Kulturama uppträder utomhus i Hammarby sjöstad under Stockholms kulturnatt 2015.

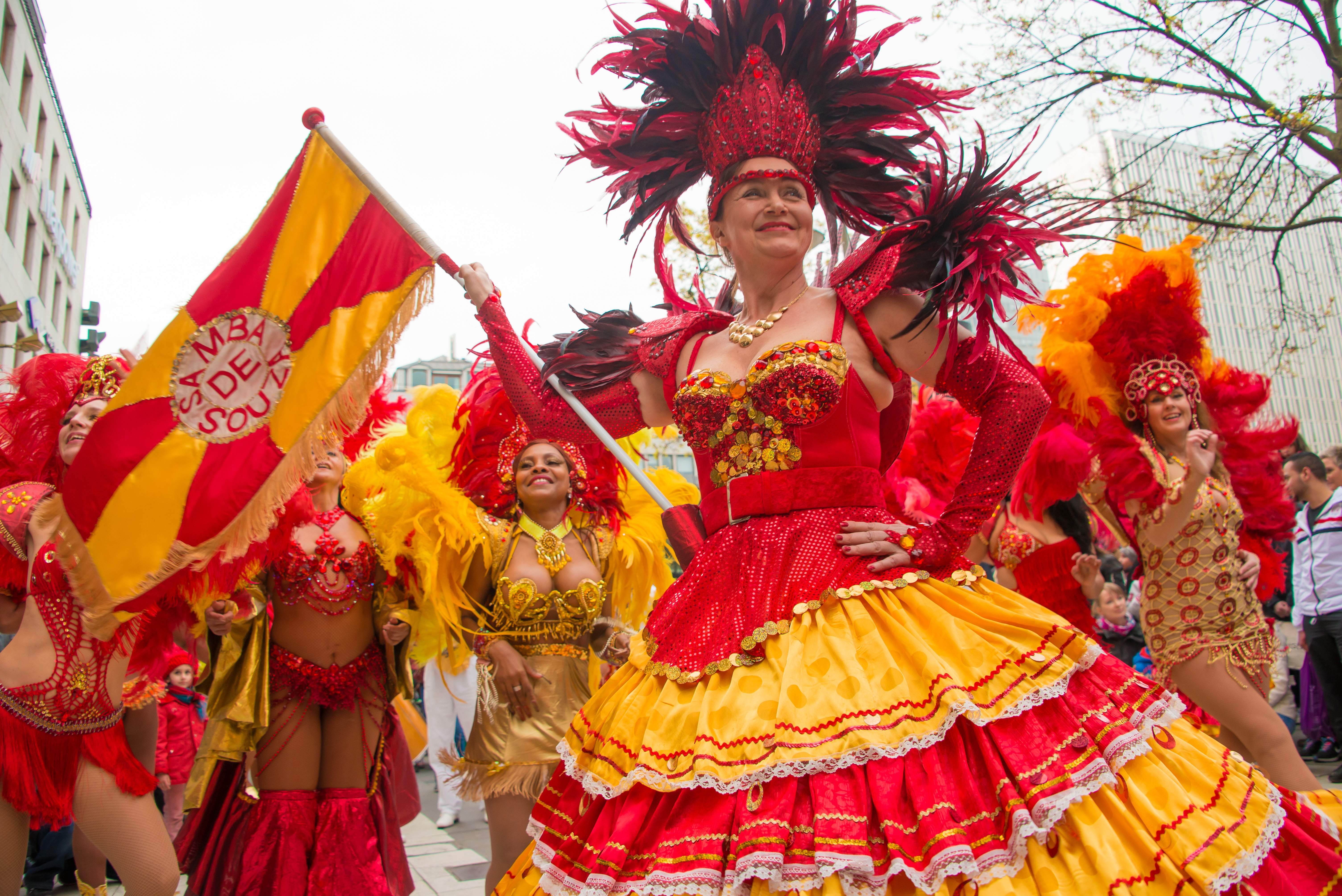
Karnevalståg från Sergels torg under Stockholms kulturnatt 2015.

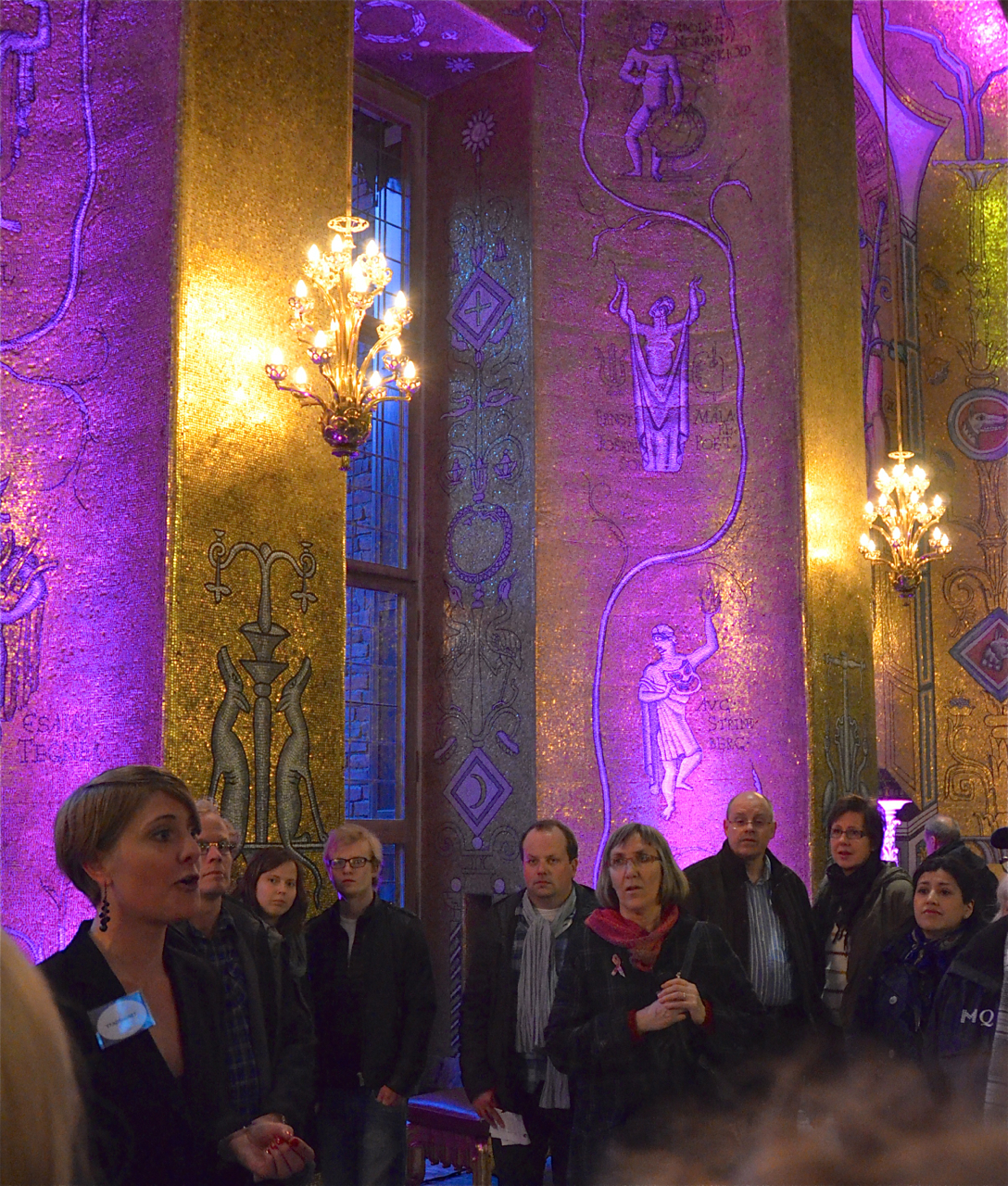
Öppet hus i Stockholms stadshus 2012.

Kulturnatten är en årligen återkommande kväll i flera svenska städer då hela staden fylls med kultur, exempelvis nattöppet stadsbibliotek, författarläsningar, öppet hus på stadsteatern med mera.

## Datum och ursprung för kulturnatten i olika städer
- Borås - andra fredagen i maj
- Gällivare - fjärde lördagen i november
- Göteborg - ("kulturnatta") sker årligen den sista fredagen i oktober. 2021 firade Kulturnatta i Göteborg 30 år. [1]”Utbudet av kultur i Göteborg skulle vinna på gemensamma arrangemang i större utsträckning. Samspelet mellan institutioner och det fria kulturlivet är positivt i sig eftersom man har mycket att lära av varandra. Ett viktigt mål är att få fler göteborgare intresserade av t.ex. musik, teater, konst och böcker … Kommunfullmäktige bör därför ta initiativ till en samlad kultursatsning under en kväll och natt i Göteborg – en Göteborgs kulturnatt.” Ur motion av Monica Påhlsson (fp) och Mikael Romanus (fp) om en kulturnatt i Göteborg 1990-06-07  1991 gav den dåvarande Kulturnämnden Stadsbiblioteket uppdraget att sammankalla det fria kulturlivet till Göteborg Stads första Kulturnatta. Evenemanget har sedan dess drivits av Kulturförvaltningen i olika former. Efter omorganisationen 2017 har uppdraget tilldelats stödenheten marknad och kommunikation, sektor Fri konst och kultur.
- Halmstad - andra lördagen i september vartannat år sedan 1990[2]
- Karlshamn - första lördagen i oktober
- Karlstad - tredje fredagen i september
- Luleå - andra lördagen i september
- Lund - tredje lördagen i september sedan 1985
- Norrköping - sista lördagen i september sedan 1986
- Staffanstorp andra fredagen i oktober - sedan 1996
- Stockholm, sedan 2010. Anordnas av Stockholms kulturförvaltning, en lördagskväll i april. Hölls 2011 den 9 april.[3] Besöksantalet 2011 beräknades till ca 60 000 besök.[4]
- Södertälje - ?
- Umeå Kulturnatta - i maj sedan 2005 Från vision till tradition
- Kulturnatten Uppsala - andra lördagen i september sedan 1989
- Västerås - sedan 1989
- Örebro - sedan 1990. Arrangeras i slutet av november varje år av Föreningen Scenit. Har årligen ca 6000 besökare, över 400 deltagare och arrangeras på 8-13 scener/platser arenor i Örebro län. Inkluderar sedan 2015 även Lilla Kulturpriset.

## Andra arrangemang
- Linköping - Arrangerar Humanistdygnet i månadsskiftet september-oktober vartannat år.
- Uddevalla - Kura skymning, kulturell temavecka som är instiftad av Föreningen Norden och som högtidlighålls vecka 46 varje år.[5]